# I Buddenbrook (miniserie televisiva)
I Buddenbrook è uno sceneggiato televisivo italiano del 1971 sul Programma Nazionale
Nei primi giorni di marzo del 1970, mentre si girava una scena sulla spiaggia di Sottomarina di Chioggia (VE), Rina Morelli si sentì male e svenne per il freddo.

## Soggetto
Lo sceneggiato - che fa parte della grande serie di teleromanzi trasmessi dalla RAI nei primi venti anni di programmazione - era tratto dal romanzo di Thomas Mann I Buddenbrook: decadenza di una famiglia, adattato per il piccolo schermo da Italo Alighiero Chiusano che si avvalse della collaborazione, oltre che dello stesso Fenoglio, di Franca Cancogni per la traduzione e di Fabio Storelli e Emilio Castellani per la consulenza letteraria.
La sceneggiatura si basava peraltro su quella precedente di Jack Pulman realizzata per un analogo lavoro televisivo trasmesso nel 1965 dalla BBC.

## Costumi
Di rilievo i costumi di Maria de Matteis, a lungo collaboratrice di Luchino Visconti per le rappresentazioni al Teatro alla Scala, che "ha disegnato per questo viaggio nell'alta borghesia tedesca dell'Ottocento una serie di abiti magnifici non solo fastosi e festosi, ma espressivi del clima e del gusto di un'epoca, la cultura della stoffa, il senso del lusso. Gli attori valorizzano al massimo la scelta con ombrelli, guanti, cappellini di foggia salottiera e mantelle".

## Musiche
Le musiche che scandiscono titoli di testa e di coda della fiction nonché i momenti cruciali della stessa sono di Angelo Paccagnini e Roberto Goitre, cui si deve la musica della canzone Ah, Maria! e della sonatina di Hanno. Al comparto sonoro hanno collaborato anche il soprano Gabriella Ravazzi e il Coro Lirico di Torino della Radiotelevisione Italiana.

## Cast
Ad impersonare i numerosi protagonisti della saga che vede protagonista una famiglia di commercianti di granaglie di una città anseatica che si muovono negli austeri ambienti della Buddenbrookhaus (qui perfettamente ricostruiti) furono chiamati numerosi interpreti di formazione teatrale:
- Virgilio Gottardi: Johann Buddenbrook
- Lucia Guerra: Tony (a 8 anni)
- Giuseppe Porelli: Hoffstede
- Attilio Cucari: Il dottor Grabow
- Gino Sabbatini: Överdieck
- Karola Zopegni: Antoinette Buddenbrook
- Anna Bolens: Madame Kröger
- Letizia Trezza: Tony (a 16 anni)
- Daniela Sandrone: Gerda Arnoldsen (a 16 anni)
- Misa Mordeglia Mari: Sesemi Weichbrodt
- Pasquale Totaro: Christian (a 17 anni)
- Mila Bernardi: Klara (a 7 anni)
- Mario Valgoi: Bendix Grünlich
- Leonardo Severini: Il comandante Dieterich Schwarzkopf
- Wanda Benedetti: La signora Schwarzkopf
- Giorgio Del Bene: Morten Schwarzkopf
- Linda Sini: Emily Knitter
- Anna Bonasso: Anna, la fioraia
- Luciano Casasole: Iwersen, il fioraio
- Susanna Maronetto: Line, cameriera
- Valentina Cortese: Gerda Arnoldsen
- Umberto Moretti: Il signor Arnoldsen
- Toni Bertorelli: Primo suitier
- Alberto Marché: Secondo Suitier
- Ugo Bologna: Il signor Diecknan
- Enrico Longo: Cameriere
- Wilma D'Eusebio: Pfiffi Buddenbrook
- Mariella Furgiuele
- Max Turilli: Il professore
- Elio Iotta: F.W. Marcus
- Luigi Garetto: Un impiegato
- Franco Passatore: Il pastore Trieschke
- Enza Giovine: Friederike Buddenbrook
- Margherita Trezzi: Erika (giovane)
- Aurora Cancian: Erika (adulta)
- Ugo Cardea: Il pastore Tiburtius
- Maria Monti: Aline
- Gianni Mantesi: Alois Permaneder
- Gianni Musy: Hermann Hagenström
- Loris Gizzi: Il senatore Möllendorpf
- Elsa Vazzoler: Julchen Möllendorpf
- Clara Droetto: Babette
- Eugenio Cappabianca: Il borgomastro Överdieck
- Gino Lana: Cameriere
- Angelo Alessio: Grobleben
- Franco Vaccaro: Primo uomo
- Toni Barpi: Secondo uomo
- Claudio Parachineto: Hugo Weinschenck
- Lina Russo: Elisabeth Weinschenck
- Patrizia Russo:  Elisabeth Weinschenck (a 9 anni)
- Paolo Candelo: Hanno (giovane)
- Corrado Sonni: Il maestro Pfühl
- Michele Malaspina: L'avvocato Gieseke
- Franco Faccio: Von Throta
- Carlo Enrici: Il dottor Langhals
- Stefano Hutter: Hanno Buddenbrook (adolescente)
- Marcello Tusco: Il dottor Brecht
- Guido Narcisi: Kai (a 16 anni)
- Ermanno Vercellin: Kai (a 7 anni)
- Mauro Avogadro: Erwin
- Giancarlo Mina: Timm

## Critica
Come sottolinea il critico Maurizio Porro, il grande teleromanzo in sette puntate è in grado di "appassionare diversi tipi di pubblico".
A differenza del romanzo, il racconto televisivo si sviluppa in un flashback che parte dal 1871, per tornare indietro fino all'inizio originale del racconto, con l'inaugurazione della nuova casa dei Buddenbrook. I flashback "si incastrano poi l'un l'altro con notevole sapienza tecnica e narrativa, dando a ciascun personaggio la sua serata d'onore, magari con una cena, scena classica di certo cinema [...]. Fra pranzi, feste, matrimoni, funerali, contratti di matrimonio, ritorni, abbracci, peccati e liti, i Buddenbrook sprigionano tutto il loro fascino di 'casta', ma lasciando il giusto spazio agli inevitabili silenzi."